# Нижний Ольшан
Нижний Ольшан — село в Острогожском районе Воронежской области на правом берегу реки Тихая Сосна.
Административный центр Ольшанского сельского поселения.

## История
Согласно документальным свидетельствам на месте нынешнего села Нижний Ольшан существовало древнее городище, основанное в VIII веке. Позже по указу царя Алексея Михайловича, в 1644 году, был построен город-крепость Ольшанск на Белгородской защитной черте. Крепость находилась на одном из основных путей вторжения крымских татар в Россию — Кальмиусской сакме и охраняла южные границы государства. Руководил строительством города воевода Ф. Ю. Арсеньев. Своё название крепость Ольшанск получила по реке Ольшанке, а та, в свою очередь, поросшему вблизи ольховому лесу.
Село Нижний Ольшан выделилось из Ольшанска (ныне село Верхний Ольшан) в конце XVII века, когда выход в степь, за реку Сосну уже не был опасен. В 1779 году, когда Ольшанск  уже потерял значение военной крепости, он был переименован в слободу, в состав которой входили Верхний и Нижний Ольшан, а также Коловатовка. Как отдельное поселение Нижний Ольшан впервые отмечается в документах 1792 года.
В 1858 году слободу поделили на самостоятельные села.

## Население
| 1859 | 1897  | 2000 | 2005  | 2008 | 2010 |
| ---- | ----- | ---- | ----- | ---- | ---- |
| 2447 | ↘2155 | ↘998 | ↗1023 | ↘943 | ↘884 |

## Инфраструктура
В селе имеется Нижнеольшанская средняя образовательная школа.
Улицы
| - пер. Демьяновский - пер. Набережный - пер. Победы - пер. Садовый - пер. Сухаревка - пер. Трудовой | - ул. Мельничная - ул. Мира - ул. Молодёжная - ул. Полевая - ул. Почтовая - ул. Толпыгинская |